# بريان مكفادين
بريان مكفادين (ولد في 12 ابريل 1980 م في أرتين من دبلن، إيرلندا) مغن آيرلندي.
بدأت شهرة مكفادين عندما كان عضو في فريق ويستلايف. انفصل بريان عن الفرقة في 9 ابريل 2004 م لكي يتفرغ لأعماله الفردية. عمل مكفادين مع الفرقة تحت اسم Bryan، لكنه قرر فيما بعد أن يستخدم اسم Brian كاسم له الذي هو اسمه الحقيقي.
بدأ بريان مشواره الغنائي الفردي بالألبوم الفردي (Real To Me) في سبتمبر 2004، وحققت هذه الأغنية المركز الأول في التصنيف البريطاني. أغنيته الثانية (Irish Son) أصدرت في نوفمبر 2004 ووصلت إلى الترتيب السادس. على أي حال، الألبوم الذي يحمل نفس اسم الأغنية حقق المركز الثلاثين في الترتيب العام.
الفيديو كليب لأغنية Irish Son أثار جدلا واسعا، حيث أظهر أن مدرسة الأخوة المسيحيين (Christian Brothers) في Sutton, Dublin كما جاء في كلمات الأغنية أنه تعرض للتعذيب الجسدي، بينما لم يسبق له أن التحق بها. الأغنية بصفة عامة تنتقد سيطرة الكنيسة الكاثوليكية على المجتمع الآيرلندي في الماضي، على الرغم من أن هذا الأمر قد اندثر تماما في الوقت الذي ولد فيه بريان.
اقترن بريان بكيري كاتونا نجمة فرقة Atomic Kitten في 2002 وأنجبا طفلتين هما مولي وليللي سو، لكنهم أعلنوا انفصالهم في سبتمبر 2004. بعد ذلك أصبح بريان يواعد المغنية الأسترالية Delta Goodrem وعملوا معا وأصدروا Duet هو Almost Here الذي حقق المركز الثالث في التصنيف البريطاني في قبراير 2005، والمركز الأول في التصنيف الأسترالي.

## وصلات خارجية
- بريان مكفادين على موقع IMDb (الإنجليزية)
- بريان مكفادين على موقع ميوزك برينز (الإنجليزية)
- بريان مكفادين على موقع أول ميوزيك (الإنجليزية)
- بريان مكفادين على موقع ديسكوغز (الإنجليزية)
- بريان مكفادين على موقع قاعدة بيانات الفيلم (الإنجليزية)
- موقع الفنان الرسمي نسخة محفوظة 18 فبراير 2006 على موقع واي باك مشين.